# Glaserhammer
Der Glaserhammer ist ein Hammer, der vorrangig von Glasern, aber auch von Tischlern, für die Bearbeitung von Bilderrahmen und in verschiedenen holzbe- und verarbeitenden Tätigkeiten verwendet wird.

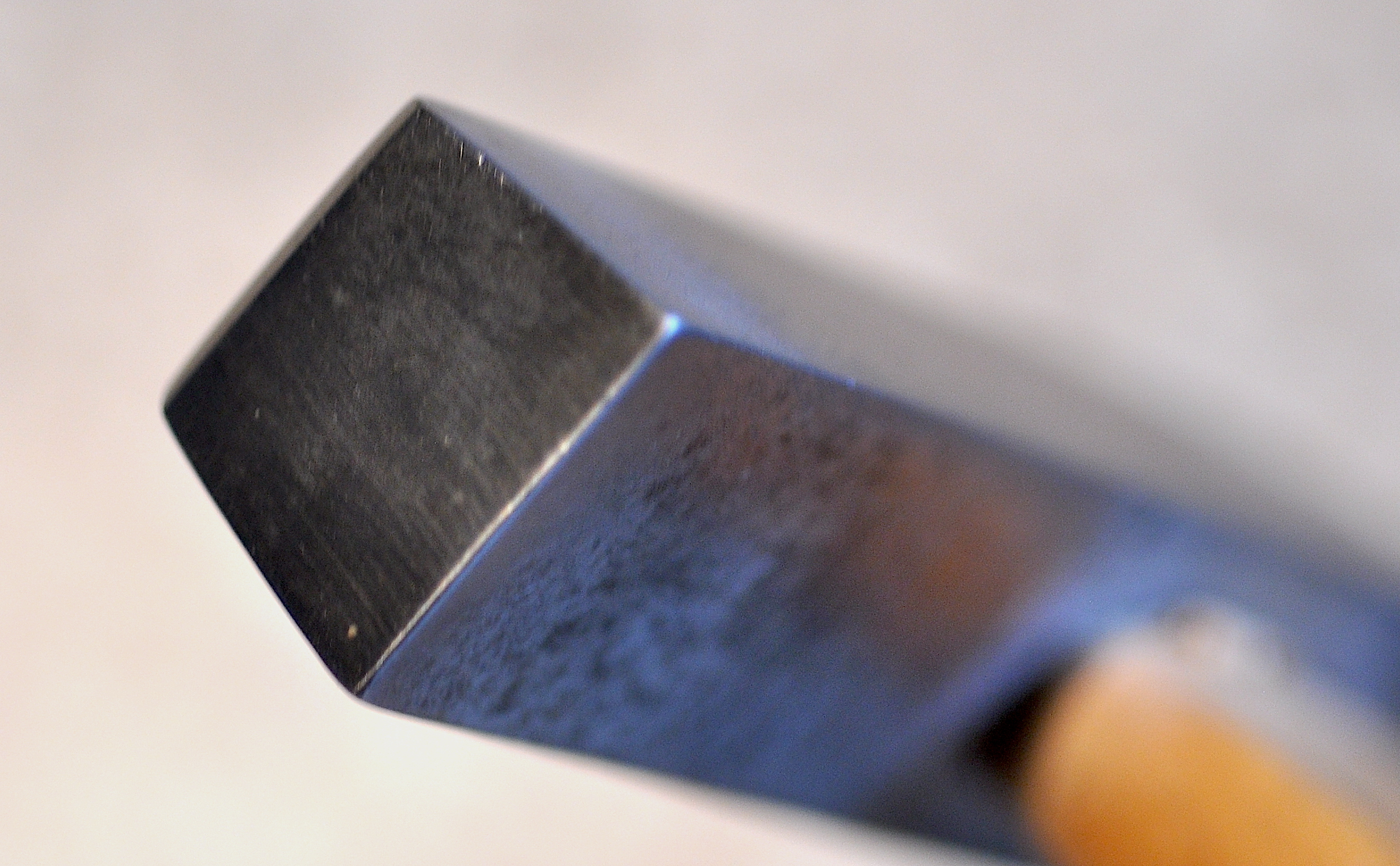
Hammerkopf mit trapezförmiger Bahn

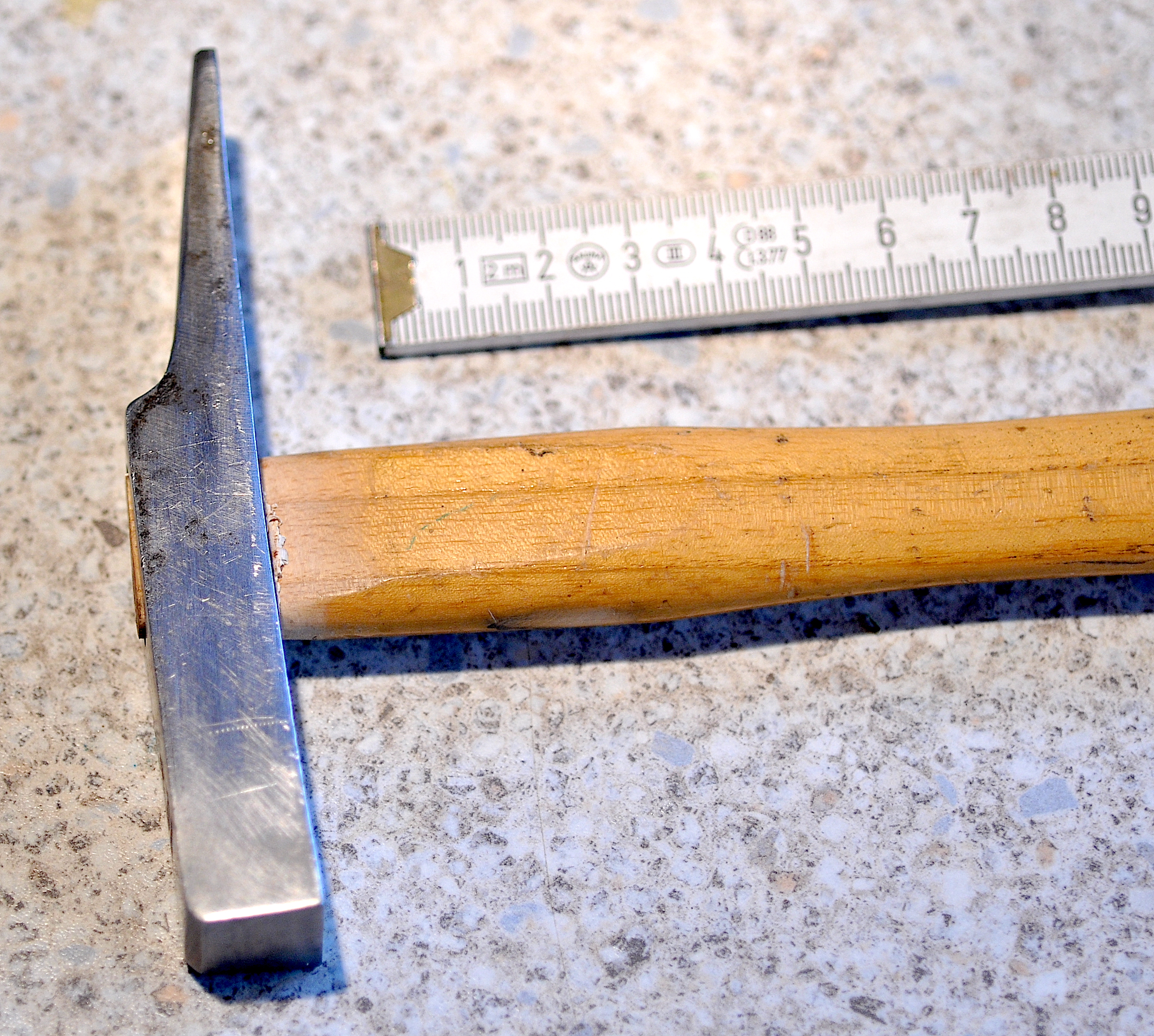
Glaserhammer

Wesentliches Merkmal ist der trapezförmige und scharfkantige Hammerkopf, der es ermöglicht, den Hammer „schleifend“ an einer Glasfläche (auch Holzfläche) dergestalt zu führen, das Stifte, Nägel etc. sehr flach eingeschlagen werden können und dabei ausreichender Platz für die den Hammer führende Hand ist. Die Masse des Hammerkopfes beträgt meist 150 g.
Der Hammer verfügt zudem über eine Finne/Pinne für allgemeine Arbeiten, die vom Handwerker ausgeführt werden.